# Strongyli (Andiparos)
Strongyli (griechisch Στρογγύλη (f. sg.)) ist eine kleine griechische Kykladen-Insel in der Ägäis, die administrativ zur Gemeinde Andiparos innerhalb der Region Südliche Ägäis (Περιφέρεια Νότιου Αιγαίου) gehört.

## Lage
Die heute unbewohnte Insel liegt südwestlich von Andiparos. Von der ebenfalls unbewohnten östlichen Nachbarinsel Despotiko wird Strongyli durch eine etwa 800 m breite Meeresstraße getrennt.

## Geologie
Es wird angenommen, dass in der Erdneuzeit die Insel ein aktiver Vulkan war, da die höchste Erhebung Vigles (pl. Βίγλες ‚Wächter‘) mit 183 m Höhe aus Liparit besteht. 

## Geschichte
Strongyli zeigt Spuren von früher Besiedlung. Auf der Insel befindet sich die Ruine einer kleinen spätbyzantinischen Kirche mit antiken Säulen und weiterem antiken Baumaterial. 1988 wurde ein Steingrab mit einem menschlichen Skelett entdeckt, die Datierung steht noch aus. Ältere Anbauflächen sind heute mit Ginster überwachsen.

## Naturschutz
Aufgrund des typischen Pflanzenvorkommens der Kykladen mit Steineichen, Phönizischem Wacholder und Ginster wurde Strongyli zusammen mit der Nachbarinsel Despotiko als Natura 2000 Gebiet GR 4220017 Islands Despotiko and Strongylo (Νήσοι Δεσποτικό και Στρογγυλό) ausgewiesen. An der Küste lebt eine Kolonie Mittelmeer-Mönchsrobben.